# Polyscias confertifolia
Polyscias confertifolia är en araliaväxtart som först beskrevs av Baker, och fick sitt nu gällande namn av Hermann Harms. Polyscias confertifolia ingår i släktet Polyscias och familjen Araliaceae.

## Underarter
Arten delas in i följande underarter:
- P. c. angusta
- P. c. confertifolia